# Jeff Hanneman

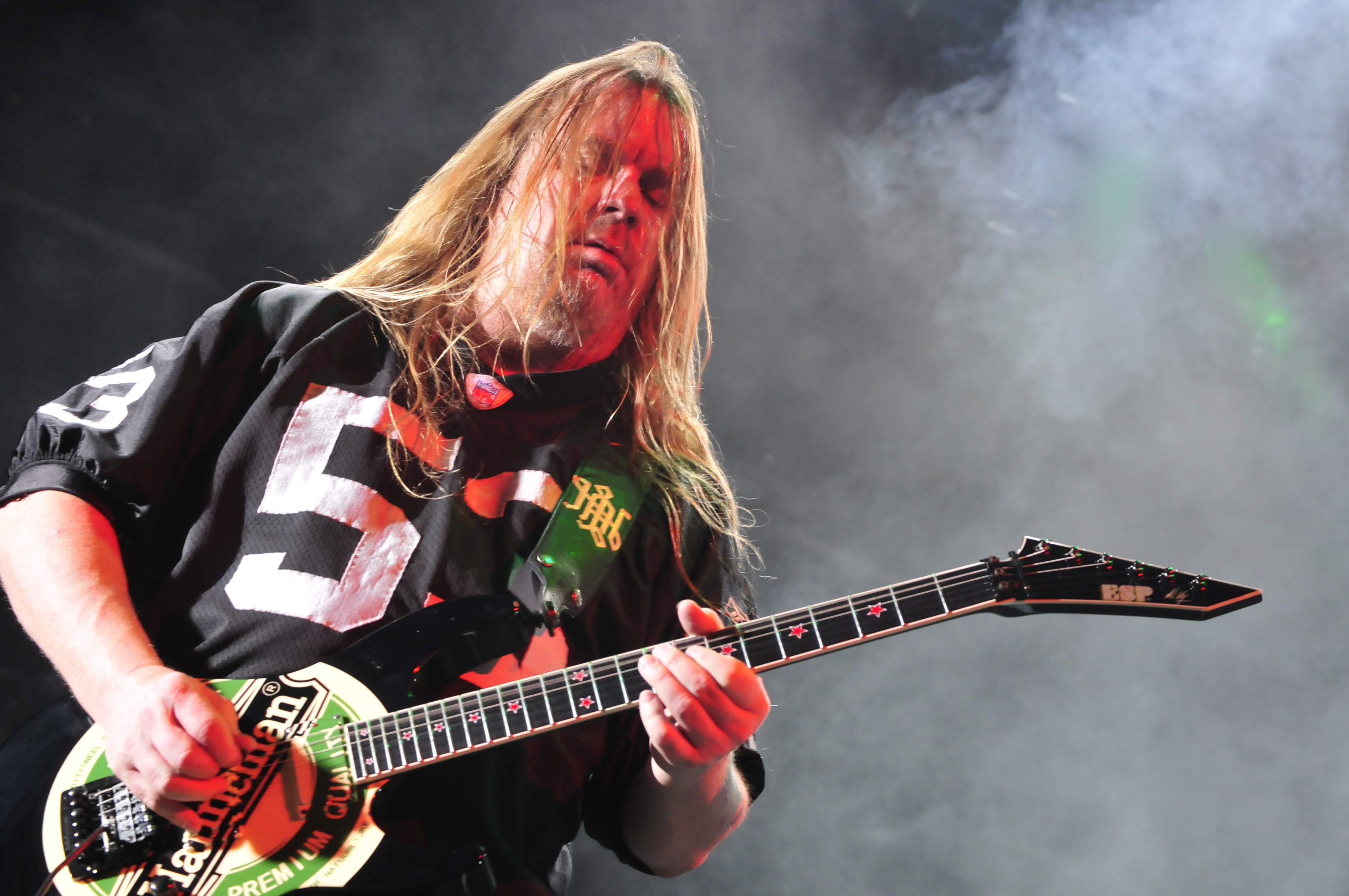
Jeff Hanneman (2009)

Jeffrey „Jeff“ John  Hanneman (* 31. Januar 1964 in Oakland, Kalifornien; † 2. Mai 2013 in Hemet, Kalifornien) war ein US-amerikanischer Gitarrist und Mitbegründer der Thrash-Metal-Band Slayer.

## Biographie

### Musikalische Karriere und Kontroversen

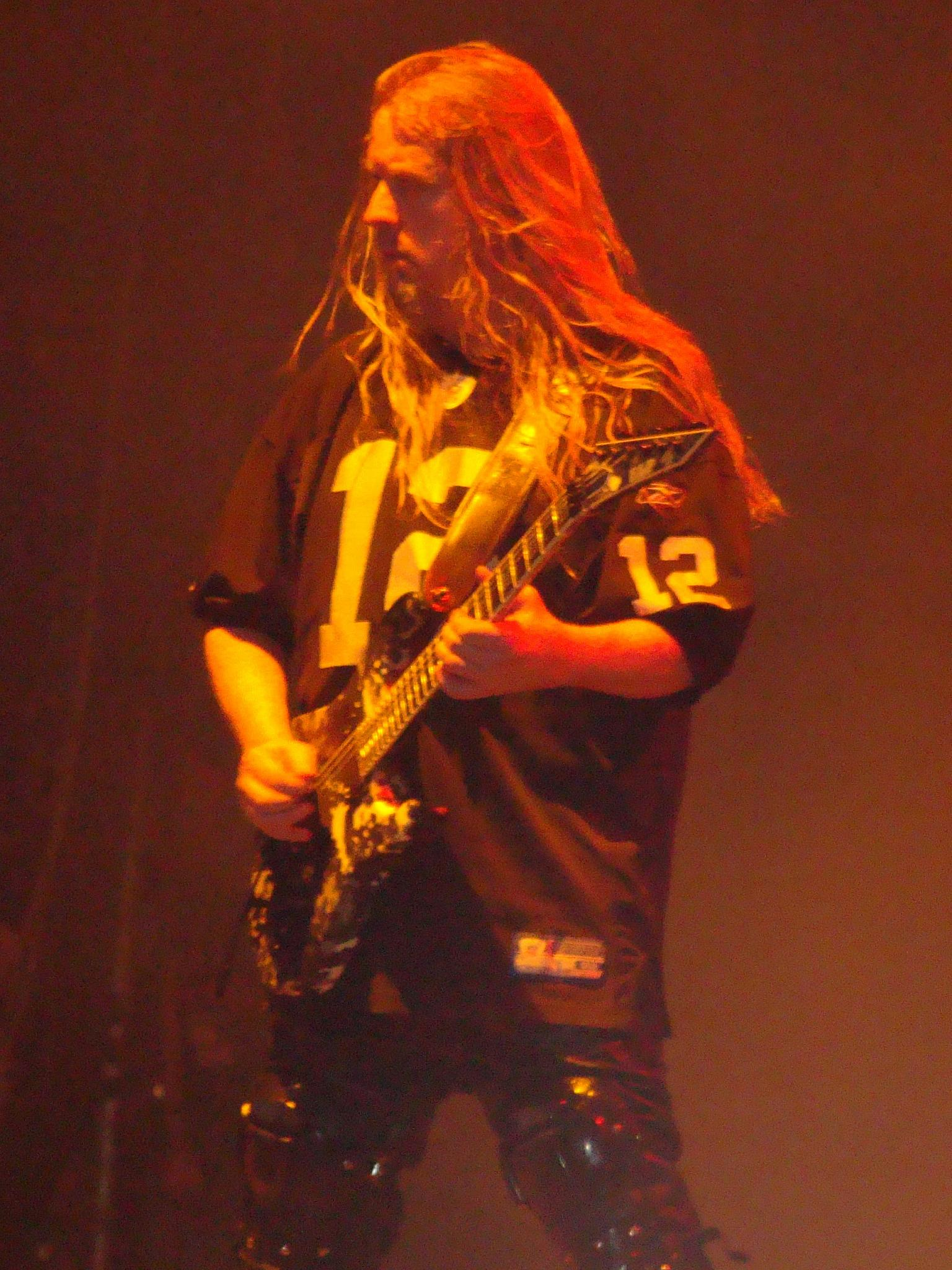
Jeff Hanneman (2008)

Hanneman war einer der Hauptsongwriter von Slayer, womit er über Jahrzehnte das Genre formte. Unter anderem entsprangen Lieder wie Angel of Death und Raining Blood seiner Feder. Beide sind Teile des Albums Reign in Blood. Von ihm stammen auch jene Liedtexte, welche aufgrund der vordergründig wertfreien Thematisierung von Ereignissen zur Zeit des Nationalsozialismus zahlreiche und lang anhaltende Kontroversen um die Band auslösten. Die Band wie auch Jeff Hanneman selbst haben sich stets ausdrücklich von den Ideologien des Nationalsozialismus distanziert. Nach Jeff Hannemans vielfach wiederholter Aussage zu dem von Josef Mengele handelnden Song Angel of Death sind die geschilderten Taten dermaßen offensichtlich böse, dass hierzu keine plakative Wertung oder Erklärung notwendig sein sollte. Die Distanzierung lässt sich ebenfalls an der vereinzelten Wortwahl des Textes ablesen („rancid angel of death“, dt.: „widerlicher Engel des Todes“). In Nachrufen wird thematisiert, dass seine „morbide Faszination“ für das Dritte Reich damit zusammenhing, dass sein Vater als Weltkriegsveteran einige Nazi-Orden mit nach Hause brachte, als Souvenir dem jungen Jeff schenkte und damit dessen Interesse für diese Geschichtsepoche weckte. Slayer-Frontmann Tom Araya betont, dass sich Hanneman tief in die Geschichte des Zweiten Weltkrieges und das Dritte Reich eingelesen hatte, diese Themen aber auch kontrovers verwendete, weil er wusste, dass er damit Reaktionen auslösen würde.

### Privatleben
Hannemans deutschstämmiger Vater kämpfte für die US-Amerikaner in der Normandie, sein Onkel im Vietnamkrieg.
Hanneman lernte bereits mit 19 seine spätere Frau Kathryn kennen, die damals erst 15 war. Kathryn besuchte mit einer Freundin damals ein Konzert der noch unbekannten Slayer, die mit Leatherwolf in der Stadt spielten. Später schickte sie der Band Fotos vom Konzert und bat um einen Rückruf von Hannemann. Bei späteren Treffen kamen sie dann zusammen. Sie heirateten 1989 in Las Vegas und blieben bis zu seinem Tod ein Paar.
Hanneman hatte eine Schwester und zwei Brüder.

### Ende der musikalischen Karriere und Tod

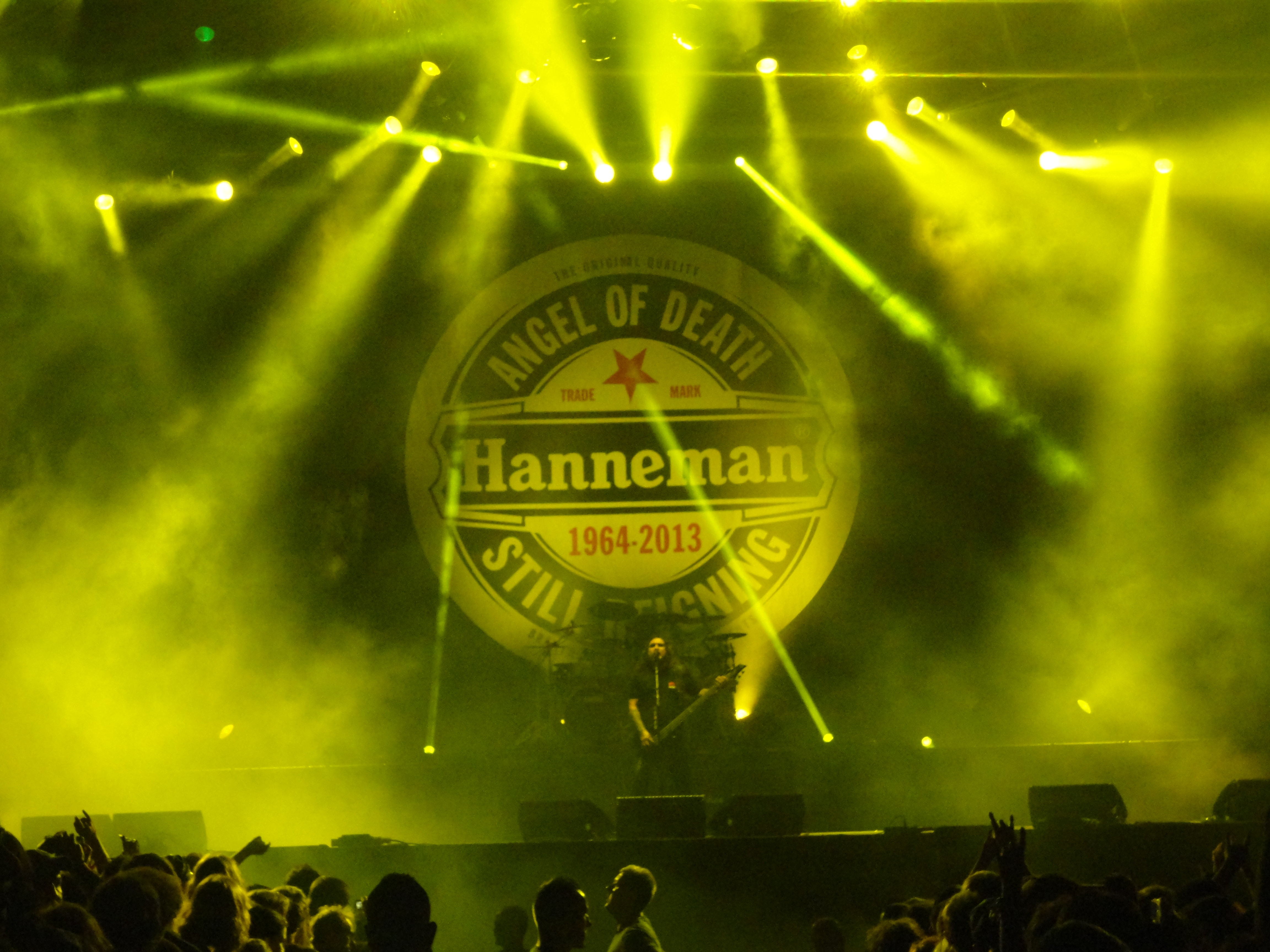
Logo als Tribut an Jeff Hanneman, angelehnt an das Logo der Heineken-Brauerei

Seit 2008 hatte Hanneman zunehmende Probleme mit dem Gitarrenspiel. Er konnte schnelle Stücke nur noch schwierig spielen, da sich eine Arthritis in seiner Hand ausbreitete. Ursache der Arthritis war vor allem sein hoher Alkoholkonsum. Spezialisten rieten ihm, auf Alkohol zu verzichten und seine Ernährung umzustellen, dann wäre die Arthritis potenziell medikamentös behandelbar gewesen. Hanneman lehnte den Lebenswandel ab und weigerte sich, Medikamente zu nehmen. Mit zunehmend schlimmerem Zustand nahm er schon einzelne Proben in dieser Zeit nicht mehr wahr, da er kaum noch spielen konnte. Im Januar 2011 erkrankte Hanneman zusätzlich an einer nekrotisierenden Fasziitis, welche wahrscheinlich durch den Biss einer Spinne ausgelöst wurde, und musste sich einer Vielzahl von operativen Eingriffen unterziehen. Bei Live-Auftritten von Slayer während dieser Zeit wurde er zunächst durch Gary Holt, Mitglied der Thrash-Metal-Band Exodus, und gelegentlich durch Pat O’Brien von der Band Cannibal Corpse ersetzt. Am 2. Mai 2013 starb Hanneman an alkoholbedingter Leberzirrhose, nachdem diese gesundheitliche Problematik bis unmittelbar vor seinem Tod unerkannt geblieben war.
Die Westboro Baptist Church provozierte durch Protestaufrufe und einen Aufmarsch bei Hannemans Beerdigung. Die Mitglieder der Band Panzerfaust erregten Aufmerksamkeit, indem sie 2014 als Reaktion darauf unmittelbar vor der Westboro Baptist Church urinierten und ein Foto davon ins Internet stellten.
Die Band ehrte Hanneman nach seinem Tod, indem sie ein besonderes Banner als Hintergrund bei ihren Konzerten aufhängten. Es basiert auf dem Logo der Heineken-Brauerei in Bierdeckelform, hat aber statt Heineken den Schriftzug Hanneman in der Mitte, ergänzt um sein Geburts- und Sterbejahr. Im äußeren Rund des Logos stehen die Worte »Angel of death … still reigning«.

## Ausrüstung
Hanneman benutzte den Verstärker JCM 800 (Modell 2203) von Marshall und ab etwa 1989 hauptsächlich eine Gitarre des Modells Soloist von Jackson Guitars. Später spielte Hannemann Custom-Shop-Gitarren von ESP, welche eigens für ihn nach dem Vorbild der Jackson Soloist entwickelt wurden. Diese waren seit Ende der 1980er mit EMG-81/85 Tonabnehmern mit EMG-SPC Mittenbooster bestückt.

## Weiteres
In der südpolnischen Stadt Jaworzno wurde 2014 ein Kreisverkehr nach Hanneman benannt. Das Ehepaar Krzysztof und Joanna Czuszek hatte eine jährlich stattfindende Auktion gewonnen, in der die Stadt das Recht zur Benennung des Kreisverkehrs zu Gunsten eines wohltätigen Zweckes versteigerte.